# Cuautla (Morelos)
Cuautla é um município do estado de Morelos, no México. O local teve participação histórica relevante em 1812 na Guerra da Independência do México.